# 2. Deutsche Volleyball-Bundesliga (Männer)
Die 2. Volleyball-Bundesliga der Männer ist die zweithöchste Spielklasse im deutschen Volleyball der Männer.

## Geschichte
In diesem Wettbewerb wird seit 1974 in zwei Ligen (Nord und Süd) gespielt, es gibt eine Spielrunde mit Hin- und Rückspiel. Die jeweils erstplatzierte Mannschaft dieser Staffeln steigt in die 1. Bundesliga auf, die jeweils beiden letztplatzierten Mannschaften steigen in die Dritten Ligen ab. Bei vermehrtem Abstieg aus der 1. Bundesliga in dieselbe Staffel der 2. Bundesligen kann es zu einem zusätzlichen Absteiger kommen. Seit der Saison 2025/26 treten die besten Mannschaften aus Nord und Süd in Hin- und Rückspiel gegeneinander an, dessen Sieger Gesamtmeister der 2. Bundesliga der Männer ist.
Die Meister der vier Dritten Ligen steigen in die 2. Bundesligen auf. Falls in der 2. Bundesliga mehr Plätze frei sind oder der Meister der Dritten Liga auf den Aufstieg verzichtet, können auch der Zweit- und Drittplatzierte der Dritten Liga aufsteigen.

## Bisherige Meister
|        | Nord                            | Süd                         |
| ------ | ------------------------------- | --------------------------- |
| 1975   | VfL Lintorf                     | Eintracht Frankfurt         |
| 1976   | VBC Paderborn                   | TuS Stuttgart               |
| 1977   | TuS 04 Leverkusen               | USC Freiburg                |
| 1978   | TSV Bonn                        | TuS Stuttgart               |
| 1979   | VfL Lintorf                     | USC Gießen                  |
| 1980   | TV Düren                        | Orplid Frankfurt            |
| 1981   | Hamburger SV                    | VSG Bodensee                |
| 1982   | MTV Celle                       | VfL Sindelfingen            |
| 1983   | 1. SC Norderstedt               | Orplid Frankfurt            |
| 1984   | VdS Berlin                      | VSG Bodensee                |
| 1985   | MTV Celle                       | ASV Dachau                  |
| 1986   | Moerser TV                      | TSV Ottobrunn               |
| 1987   | 1. SC Norderstedt               | VfB Friedrichshafen         |
| 1988   | Moerser SC                      | Orplid Frankfurt            |
| 1989   | GSV Osnabrück                   | ASV Dachau                  |
| 1990   | 1. SC Norderstedt               | USC Gießen                  |
| 1991   | Post SV Berlin                  | ASV Dachau                  |
| 1992   | TV Düren                        | TuS Kriftel                 |
| 1993   | Schweriner SC                   | VGF Marktredwitz            |
| 1994   | TV Düren                        | SC Leipzig                  |
| 1995   | VfB Ludwigslust                 | SV Fellbach                 |
| 1996   | TV Düren                        | VC Eintracht Mendig         |
| 1997   | SSC Dodesheide                  | SV Lohhof                   |
| 1998   | VC Bottrop                      | VC Eintracht Mendig         |
| 1999   | FC Schüttorf                    | ASV Dachau                  |
| 2000   | FT Adler Kiel                   | VV Leipzig                  |
| 2001   | VC Bottrop                      | SV Fellbach                 |
| 2002   | Volley Dogs Berlin              | TSV Bad Saulgau             |
| 2003   | VV Humann Essen                 | VfB Friedrichshafen II      |
| 2004   | Moerser SC                      | ASV Dachau                  |
| 2005   | VV Humann Essen                 | VC Markranstädt             |
| 2006   | Netzhoppers KW                  | TV Rottenburg               |
| 2007   | VC Bad Dürrenberg/Spergau       | Eintracht Wiesbaden         |
| 2008   | TSV Giesen/Hildesheim           | TV Rottenburg               |
| 2009   | RWE Rhein-Ruhr Volley           | TV Bühl                     |
| 2010   | TSV Bayer 04 Leverkusen         | VC Gotha                    |
| 2011   | TSV Giesen/Hildesheim           | VC Eintracht Mendig         |
| 2012   | A!B!C Titans Berg. Land         | GSVE Delitzsch              |
| 2013   | RWE Volleys Bottrop             | VSG Coburg/Grub             |
| 2014   | Netzhoppers KW-Bestensee        | L.E. Volleys                |
| 2015   | SV Lindow-Gransee               | SV Fellbach                 |
| 2016   | TSG Solingen Volleys            | SV Fellbach                 |
| 2017   | Chemie Volley Mitteldeutschland | Oshino Volleys Eltmann      |
| 2018   | Chemie Volley Mitteldeutschland | TSV Grafing                 |
| 2019   | Chemie Volley Mitteldeutschland | Heitec Volleys Eltmann      |
| 2020 * | kein Meister                    | kein Meister                |
| 2021   | SV Lindow-Gransee               | TSV Grafing                 |
| 2022   | TuS Mondorf                     | Baden Volleys SSC Karlsruhe |
| 2023   | TuS Mondorf                     | Baden Volleys SSC Karlsruhe |
| 2024   | TuS Mondorf                     | VC Eltmann                  |
| 2025   | SV Warnemünde                   | Blue Volleys Gotha          |